# فیل سفید (جانور)

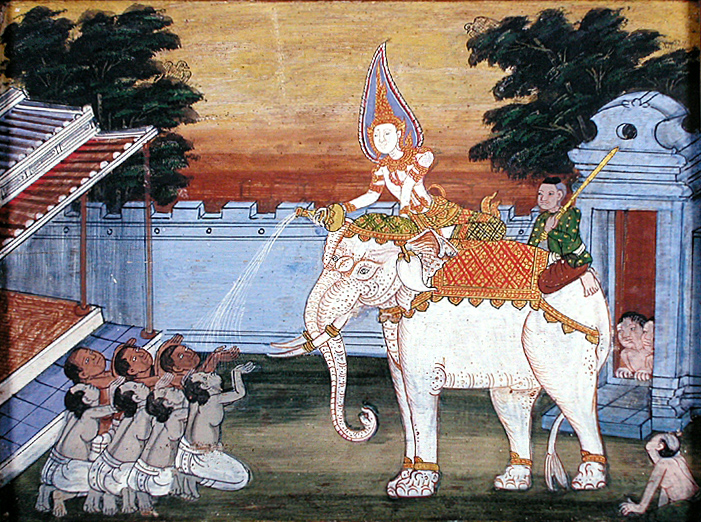
فیل سفید سلطنتی، این گونه در نقاشی تایلندی به تصویر کشیده شده است

فیل سفید (یا فیل آلبینو) نوع کمیابی از فیل است ولی گونه شاخصی به‌شمار نمی‌آید. در حالت عادی پوست آنها به رنگ قهوه ای مایل به قرمز ملایم است که در زمان مرطوب شدن، پوست آنها به رنگ صورتی روشن تغییر می‌یابد، هرچند اغلب به رنگ سفیدبرفی به تصویر کشیده می‌شود. این فیل‌ها دارای مژه و ناخن‌هایی به رنگ روشن هستند.
در سال ۲۰۲۳، میانمار دارای ده عدد فیل سفید است. پادشاهی تایلند از تعدادی فیل سفید نگهداری می‌کند که در سال ۲۰۱۶، تعداد آنها یازده عدد بود.

## اهمیت مذهبی
هندوئیسم

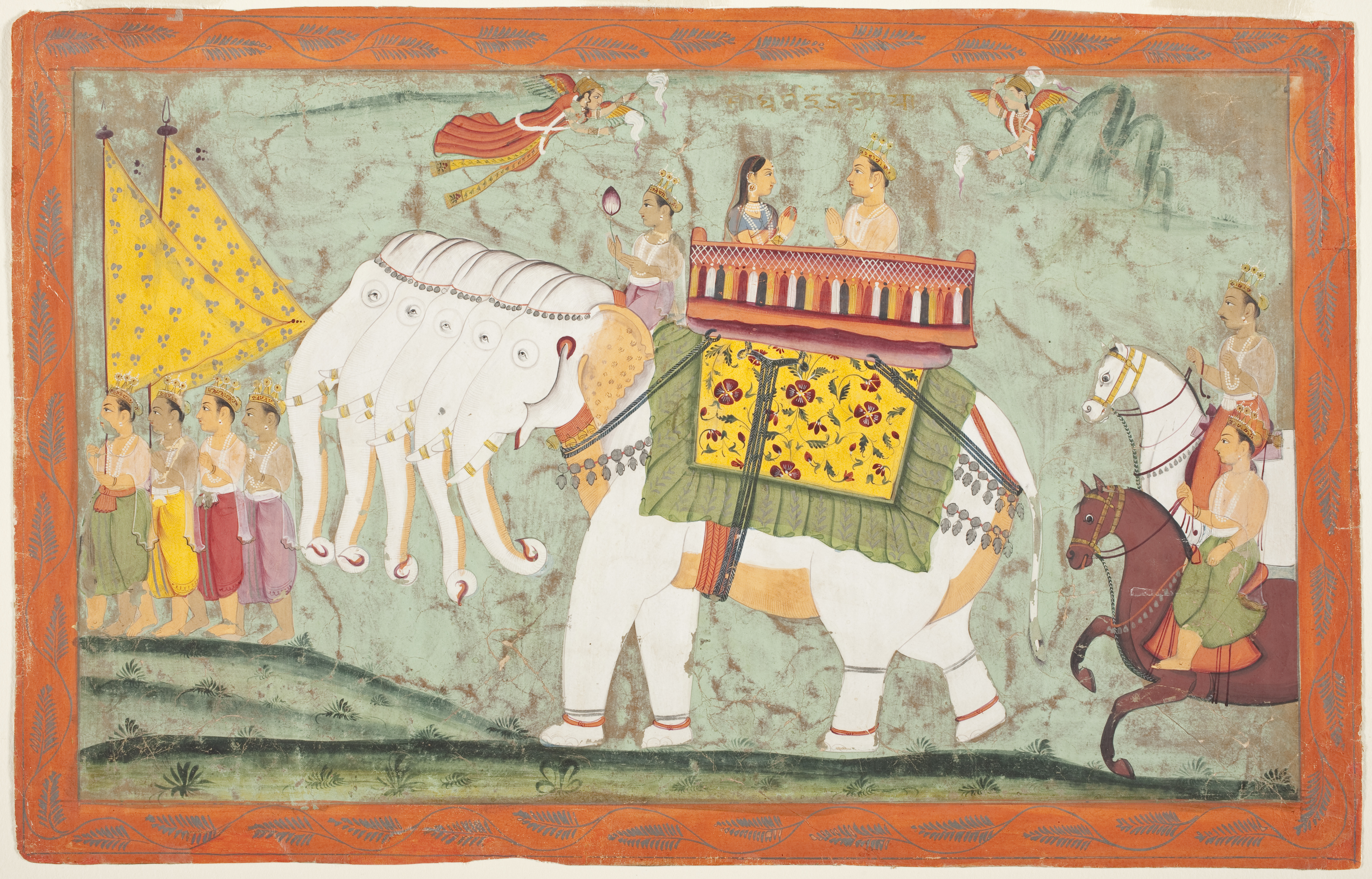
ایندرا و ساچی سوار بر ایراواتا، فیل آسمانی پنج سر برگی از نسخه جین، c. ۱۶۷۰–۱۶۸۰, نقاشی در موزه هنر شهرستان لس آنجلس اصلیت آن از آمیر، راجستان.

در متون پوراناها هندو، مَرکَب یا حمل کننده خدای هندو، ایندرا (ساکرا در پانتئون بودایی) فیل سفید به نام ایراواتا است که قادر به پرواز کردن است. هنگامی که جهان هستی با به هم زدن اقیانوس شیر توسط اهریمنان و خدایان به وجود آمد، ایراواتا نمایان شد. در نتیجه، ایراواتا به عنوان فیل سفید مقدس به‌طور معمول در هند با چهار عاج و گاهی در منطقه جنوب‌شرقی آسیا با پنج سر تجسم شده است.
بودیسم
فیل سفید همچنین در داستان بسته شدن نطفه و تولد بودا حائز اهمیت است. طبق داستان بسته شدن نطفه بودا، همان شبی که نطفه سیدارتا بسته شد، ملکه مایا خواب دید که یک فیل سفید داری شش عاج سفید از پهلوی راست وارد بدن او شد.

## اهمیت تاریخی

مهر سلطنتی پادشاهی لائوس که در آن فیل سفید به نمایش درآمده است.

در نظام پادشاهی‌های بودایی جنوب‌شرق آسیا، به خاطر رابطه نزدیک فیل سفید با ساکا، فرمانروا دوا در کوه مرو، و مفهوم شهریاری به معنی فرمانروایی جهانی ایده‌آل و پادشاه عادل، فیل سفید پیوند نزدیکی با کیهان‌شناسی بودایی دارد. بنابراین داشتن یک فیل سفید نماد سلطنت در پادشاهی‌های سرزمین‌اصلی جنوب‌شرق آسیا بود. رقابت برای تصاحب فیل‌های سفید، باعث شد درباریان پادشاهی به نزاع با یکدیگر بپردازند. شاخص‌ترین این چنین نزاع‌هایی، معروف به جنگ‌های فیل بود که بین پادشاهی‌های تایلند و برمه در گرفت.